# Fascio di particelle (spettrometria di massa)
In spettrometria di massa il fascio di particelle, meglio noto con il termine inglese particle beam, è un'interfaccia non ionizzante per accoppiare la cromatografia liquida alla spettrometria.
Inizialmente la tecnica veniva indicata con monodispersed aerosol generation interface combining LC-MS (MAGIC LC-MS). Si indica comunemente con la sigla PB (dalla lingua inglese Particle Beam).

## Meccanismo
L'eluato viene nebulizzato in una camera di desolvatazione dove evapora il solvente. Le particelle più pesanti, ovvero quelle dell'analita, andranno più in linea retta delle altre e raggiungeranno la sorgente, posta dopo alcuni stadi di vuoto, nella quale saranno ionizzati. Nelle camere poste dopo la camera di desolvatazione il vuoto è mantenuto da restringimenti detti skimmer.